# イヴ・サンローラン (ファッションブランド)
イヴ・サンローラン（フランス語: Yves Saint Laurent、 YSL）は、フランスのファッションデザイナーであるイヴ・サン＝ローランと、恋人で資産家のピエール・ベルジェによって、1961年に創設された世界的高級ファッションブランド。
ケリング傘下で既製服を販売する「サンローラン・パリ」と、ロレアル傘下で化粧品を販売する「イヴ・サンローラン・ボーテ」がある。

## 概要
1961年にオートクチュール（仕立服）メゾンとして誕生するも、2002年のイヴ・サン＝ローラン引退をもってオートクチュールラインが終了したため、現在は1966年に開設したプレタポルテ（既製服）ラインと、1978年に開設したメイクアップラインの二大展開となっている。
2013年にクリエイティブ・ディレクターエディ・スリマンのもと、プレタポルテラインの名称が「イヴ・サンローラン リヴ・ゴーシュ（Yves Saint Laurent rive gauche）」から「サンローラン・パリ（Saint Laurent Paris」へと変更され、ロゴも斜体から原点回帰と言えるブロック体のヘルベチカへと一新された。
メイクアップラインの「イヴ・サンローラン・ボーテ（Yves Saint Laurent Beauté）」では、名称とロゴの変更を取り入れず、1963年にアドルフ・ムーロン・カッサンドルが制作し、ブランドアイコンとして長年親しまれてきた「YSL」のロゴをほぼ全商品に使用している。
プレタポルテラインはフランスのケリンググループ、メイクアップラインはフランスのロレアルグループ、アイウェアラインはイタリアのサフィログループがそれぞれライセンスを保有し、独自のルートで販売している。

## 沿革
創業初期
- 1961年11月14日 - ピエール・ベルジェとマック・ロビンソン（英語版）の出資を基に、イヴ・サン＝ローランが自身のオートクチュールメゾン「イヴ・サンローラン」を創設[2]。
- 1966年9月26日 - プレタポルテライン「イヴ・サンローラン リヴ・ゴーシュ（以下 リヴ・ゴーシュ）」を発表し、パリ6区トゥルノン街21番地にブティックを開設[2]。
- 1978年 - メイクアップライン「イヴ・サンローラン・ボーテ（以下 ボーテ）」を開設[5]。
- 1987年8月10日 - 会社登録。
- 1989年 - ファッションブランドとして初めてパリ証券取引所に上場。

1990年代
- 1993年 - サノフィ・ボーテに買収される[6]。
- 1997年 - リヴ・ゴーシュの男性服のアーティスティック・ディレクターにエディ・スリマンが就任[6]。
- 1998年 - エディ・スリマンが率いるジーンズブランド「サンローラン」を発表[6]。
- 1999年 - 秋冬コレクションから、リヴ・ゴーシュの女性服のデザイナーにアルベール・エルバスが就任。サン＝ローランはオートクチュールラインに専念する[6]。
- 1999年 - ピノー・プランタン・ルドゥート（以下 PPR）がサノフィを買収。これに伴って、リヴ・ゴーシュとボーテがPPR系列下のグッチに売却され、グッチグループ傘下となる。サン＝ローランとオートクチュールラインはPPRグループ傘下として残る。

2000年代
- 2000年 - アルベール・エルバスがリヴ・ゴーシュの婦人服のデザイナーから退任。続いて、エディ・スリマンが男性服のディレクターから退任。
- 2001年 - 春夏コレクションより、リヴ・ゴーシュのデザイナーにトム・フォードが就任[6]。
- 2002年1月22日 - サン＝ローランがオートクチュールのデザイナーから退任。
- 2002年10月31日 - パリ16区アヴェニューマルソーのオートクチュールメゾンを閉店し、オートクチュールラインを閉鎖。
- 2003年11月 - トム・フォードがリヴ・ゴーシュのデザイナーから退任[6]。
- 2005年 - リヴ・ゴーシュのクリエイティブ・ディレクターにステファノ・ピラーティが就任[6]。
- 2008年 - ボーテがロレアルによって買収され、ロレアルグループ傘下となる[7]。

2010年代
- 2012年 - ステファノ・ピラーティに代わって、エディ・スリマンがリヴ・ゴーシュのクリエイティブ・ディレクターに再就任[3]。
- 2012年 - リヴ・ゴーシュを「サンローラン・パリ（以下 サンローラン）」へと改名[8]。
- 2013年 - PPRがグッチグループを解体し、ケリングへと商号変更したことで、サンローランはケリンググループ傘下となる。
- 2016年 - エディ・スリマンに代わって、アンソニー・ヴァカレロがサンローランのクリエイティブ・ディレクターに就任[6]。

## 日本での展開
日本では、1962年に西武百貨店が初めてイヴ・サンローランのオートクチュールを導入した。1966年、イヴ・サンローランは、注文服と同じ感覚でありながら多くの人たちが求めやすい価格の高級既製服ブランド「イヴ・サンローラン・リヴゴーシュ」を発表するが、1973年3月には、この「イヴ・サンローラン・リヴゴーシュ」商品の日本のにおける輸入・販売のため「イヴ・サンローランセイブ」が設立されている。1975年11月、第1回のサンローラン来日オートクチュールコレクションが日本で発表され、これを機に、東京・大阪を中心にイヴ・サンローラン・リヴゴーシュ店舗の他店化が進められ、イヴ・サンローランセイブはライセンスの積極的開発を行い、全てのイヴ・サンローラン商品の日本における展開により企業基盤を確立した。
イヴ・サンローランのオートクチュールは、他店に類のない本格的なクチュリエの導入であるため、その販売拠点を西武百貨店が東京プリンスホテル地階に開設した高級ショピングセンター街「ピサ（PISA）」のみの1カ所とし権威性を維持した。他方、イヴ・サンローラン・リヴゴーシュは、1973年4月東京・丸の内に第1号直営店を開店して以来、東京・大阪を中心に17店舗の出店を行っている。